# خنفساء القلف المتهورة
خنفساء القلف المتهورة (الاسم العلمي: Scolytus praeceps) هو نوع من الحشرات يتبع جنس خنفساء القلف من فصيلة السوسية الحقيقية.